# Алиса (картина)
Вижте пояснителната страница за други значения на Алиса.
„Алиса“ (на италиански: Alice) е картина на италианския художник Амедео Модилиани, нарисувана около 1918 г.
Амедео Модилиани рисува повече от 300 портрета в периода 1915 - 1920 г. „Алиса“ е портрет на момиче, което седи, облечено в синя рокля и има златен кръст на врата. Тя гледа право към зрителя със своите бадемовидни очи. Тъмни коси, обрамчващи лицето им, падат върху роклята.
Модилиани отдава предпочитание на удължените, вертикални форми, което личи в неговите скулптори до Първата световна война и в портрета на Алиса. Формата на нейната глава прилича на яйце, а шията ѝ на цилиндър. Удължения ѝ силет още повече подчертава вертикално разположеното платно. Относно пропорциите Модилиани попада под въздействието на маниериста Пармиджанино и на художници от италианския Ренесанс, като Ботичели.
През 1928 г. картината е подарена на датския Държавен музей по изкуствата, където се намира. Инвентарен номер: KMSr145.